# Songs: The Art of the Trio, Vol. 3
Albums de Brad Mehldau
Live at The Village Vanguard: The Art of the Trio, Vol. 2
(1998) Elegiac Cycle
(1999)
Songs: The Art Of The Trio, Vol. 3 est un album du pianiste de jazz américain Brad Mehldau, sorti en 1998 chez Warner Bros. Records.
L'album est centré autour de la notion de « chanson » (simplicité de la mélodie, effet émotionnel)
Cet album, sur lequel figurent deux reprises de morceaux « pop » (River Man de Nick Drake et Exit Music (For a Film) Radiohead), a permis au pianiste d'accéder à une audience plus large.

## Liste des titres
| No  | Titre                              | Musique                         | Durée |
| --- | ---------------------------------- | ------------------------------- | ----- |
| 1.  | Song-Song                          | Brad Mehldau                    | 6:29  |
| 2.  | Unrequited                         | Brad Mehldau                    | 6:07  |
| 3.  | Bewitched, Bothered and Bewildered | Lorenz Hart / Richard Rodgers   | 5:57  |
| 4.  | Exit Music (For a Film)            | Radiohead                       | 4:23  |
| 5.  | At a Loss                          | Brad Mehldau                    | 6:19  |
| 6.  | Convalescent                       | Brad Mehldau                    | 5:58  |
| 7.  | For All We Know                    | J. Fred Coots / Sam M. Lewis    | 7:59  |
| 8.  | River Man                          | Nick Drake                      | 4:47  |
| 9.  | Young at Heart                     | Carolyn Leigh / Johnny Richards | 6:20  |
| 10. | Sehnsucht                          | Brad Mehldau                    | 4:56  |

## Personnel
- Brad Mehldau - piano
- Larry Grenadier - contrebasse
- Jorge Rossy - batterie